# آیرونکلاد پتر ولیکی
آیرونکلاد پتر ولیکی (به انگلیسی: Russian ironclad Petr Veliky) یک کشتی بود که طول آن ۳۳۳ فوت ۸ اینچ (۱۰۱٫۷ متر) بود. این کشتی در سال ۱۸۷۲ ساخته شد.